# فتحي مبروك
فتحي مبروك (مواليد 5 يوليو 1951) هو لاعب كرة قدم مصري معتزل ومدرب.
انضم مبروك إلى النادي الأهلي وهو في سن التاسعة من عمره، بعدها أصبح أحد نجوم الفريق الأول في مركز المدافع الأيسر. على الصعيد الدولي، شارك في كأس الأمم الأفريقية لكرة القدم 1980 من المنتخب المصري. ثم أعتزل ممارسة كرة القدم في عام 1981 وانتقل بعدها للعمل في التدريب 
تولى تدريب النادي الأهلي في مايو 2015 خلفًا للمدير الفني الأسباني المُقال خوان كارلوس جاريدو. كانت بدايته مع الفريق جيدة ونجح في التأهل لنصف نهائي كأس الكونفدرالية 2015. إلا أن نتائج الفريق تراجعت بعد ذلك، ليخسر نهائي كأس مصر 2015 أمام الزمالك 2-0 قبل أن يودع بعدها بأيام بطولة الكونفدرالية بالخسارة من أورلاندو بيراتس ذهابا وإيابا. ثم اجتمع مجلس إدارة نادي الأهلي بشكل طارئ يوم 5 أكتوبر 2015، ليقرر اقالة مبروك من تدريب الفريق.
تعاقد اتحاد الشرطة معه في نوفمبر 2015 لقيادة الفريق خلفًا لخالد القماش المُقال. وبعد أن قاد الفريق في 12 مباراة دون تحقيق أي انتصار، قرر مجلس الإدارة إقالته في فبراير 2016 لسوء النتائج.

## روابط خارجية
- فتحي مبروك على موقع قاعدة بيانات كرة القدم.إي يو (الإنجليزية)